# Matayba kavanayena
Matayba kavanayena är en kinesträdsväxtart som först beskrevs av Julian Alfred Steyermark, och fick sitt nu gällande namn av Julian Alfred Steyermark. Matayba kavanayena ingår i släktet Matayba och familjen kinesträdsväxter. Inga underarter finns listade i Catalogue of Life.